# Nicolas Lumbreras
Œuvres principales
Cousins comme cochons
Jean Louis XIV
Nicolas Lumbreras est un acteur, dramaturge et metteur en scène français.
En 2022, il reçoit le Molière du comédien dans un second rôle pour son rôle dans la pièce  La Course des géants de Mélody Mourey.

## Biographie
De 2004 à 2007, Nicolas Lumbreras suit les cours de l'école d'art dramatique Jean Périmony à Paris.
Au théâtre, il commence sa carrière d'acteur en jouant Georges Feydeau, Molière puis intègre la troupe de comédiens de Pierre Palmade en 2010 avec notamment Noémie de Lattre et Sarah Suco. Pour cette troupe, il écrit et met en scène la  pièce : Cousins comme cochons ,.
En 2020, sa troisième pièce Jean-Louis XIV, comédie musicale qui s’inspire de la vie de Louis XIV est nommée au Molière du spectacle musical,.
En 2022, Nicolas Lumbreras reçoit le Molière du comédien dans un second rôle pour son rôle dans la pièce  La Course des géants de Mélody Mourey,.

## Théâtre

### Acteur
- 2007 : Nom de Zeus ! de Audrey Bertheas, Laurette Théâtre
- 2007-2008 : On purge bébé de Georges Feydeau, mise en scène Guillaume Bouchède, Comédie des 3 bornes
- 2007 : Le Distrait de Jean-François Regnard, mise en scène Anne Durand, Théâtre Darius Milhaud, tournée
- 2008 : Gros René écolier de Molière, mise en scène Thomas Le Douarec, Théâtre du Nord-Ouest
- 2008 : Mais n'te promène donc pas toute nue de Georges Feydeau, mise en scène Rodolphe Sand, Comédie des 3 bornes
- 2009-2011 : Ça s'en va et ça revient de Pierre Cabanis, mise en scène Nassima Benchicou, Comédie des 3 bornes, Théâtre Le Mélo d'Amélie, Théâtre d'Edgar, Petit Gymnase Paris, tournée
- 2009 : Chien et bébé de P. Gripari, mise en scène Jean Mouriere, Comédie des 3 Bornes, tournée
- 2009 : Pièces à conviction de Jean Franco, mise en scène Nassima Benchicou, Comédie des 3 Bornes
- 2009 : Ectrocardigramme de Florence Savignat, mise en scène Olivier Solivérès, Comédie des 3 Bornes
- 2009 : Monsieur de Pourceaugnac de Molière, mise en scène Thomas Zaghedoud, tournée
- 2010-2011 : Scooby Doo et le pirate fantôme, mise en scène R. Caccia, Olympia, tournée
- 2010 : Le Misanthrope de Molière, mise en scène Dimitri Klockenbring, Théâtre 13
- 2010-2011 : Atelier populaire, Pierre Palmade, Théâtre de la Gaîté-Montparnasse, La Grande Comédie et Théâtre Marigny
- 2010-2011 : Quelqu'un a dormi dans mon lit, mise en scène Nassima Benchicou, Comédie des 3 bornes, Point Virgule
- 2011-2013 : Zadig de Voltaire, mise en scène Gwenhaël de Gouvello, tournée
- 2011-2012 : Sketch Collection, mise en scène Pierre Palmade, Théâtre de la Gaîté-Montparnasse
- 2011 : Les Greatest hits, Comédie des 3 bornes
- 2012-2014 : Le Tour du monde en 80 jours d'après Jules Verne, mise en scène Sébastien Azzopardi, Théâtre du Splendid, tournée
- 2012 : Le Misanthrope de Molière, mise en scène Dimitri Klockenbring, Lucernaire
- 2013 : Scooby Doo et le mystère de la pyramide, mise en scène Rémi Cacci, Folies Bergère
- 2013-2014 : L'Entreprise, La troupe à Palmade
- 2013-2014 : Femmes Libérées, co-écrit avec Noémie de Lattre, Rudy Milstein, Johann Dionnet, Jean Gardeil, Sarah Suco, mise en scène Pierre Palmade, Théâtre Tristan Bernard
- 2014 : Le père Noël est une ordure, mise en scène Pierre Palmade
- 2014 : Le Tour du monde en 80 jours d'après Jules Verne, mise en scène Sébastien Azzopardi, Théâtre du Splendid, tournée
- 2014 : L'Entreprise, La troupe à Palmade
- 2015-2017 : Cousins comme cochons de et mise en scène Nicolas Lumbreras, Comédie de Paris, Théâtre du Splendid
- 2016-2018 : Edmond de et mise en scène Alexis Michalik, Théâtre du Palais-Royal, tournée
- 2016 : L’irrésistible ascension de Mr Toudoux de Dimitri Klockenbring, Théâtre 13
- 2019 : Jean-Louis XIV de et mise en scène Nicolas Lumbreras, Théâtre des Béliers parisiens
- 2021-2022 : La Course des géants de Mélody Mourey, Théâtre des Béliers parisiens
- 2024 : C'est pas facile d'être heureux quand on va mal de Rudy Milstein, mise en scène Nicolas Lumbreras et Rudy Milstein, théâtre Lepic

### Metteur en scène
- 2012 : Noémie de Lattre se pose des Questions Existentielles (One Man Show), Le Point Virgule
- 2013 : La Thérapie du chamallow de Nicolas Lumbreras, Comédie des 3 Bornes
- 2015-2017 : Cousins comme cochons de Nicolas Lumbreras, Comédie de Paris, Théâtre du Splendid
- 2019 : Romanesque (seul en scène) de Lorànt Deutsch, Festival d'Anjou, Théâtre de Paris, tournée
- 2019 : Jean-Louis XIV de Nicolas Lumbreras, Théâtre des Béliers parisiens
- 2024 : C'est pas facile d'être heureux quand on va mal de Rudy Milstein, mise en scène avec Rudy Milstein, théâtre Lepic

### Auteur
- 2012 : Noémie de Lattre se pose des Questions Existentielles (One Man Show), Le Point Virgule, mise en scène Nicolas Lumbreras, co-auteur
- 2013 : La Thérapie du chamallow, mise en scène Nicolas Lumbreras, Comédie des 3 Bornes
- 2014 : Femmes Libérées, co-écrit avec Noémie de Lattre, Rudy Milstein, Johann Dionnet, Jean Gardeil, Sarah Suco, mise en scène Pierre Palmade, Théâtre Tristan Bernard
- 2015 : Cousins comme cochons, mise en scène Nicolas Lumbreras, Comédie de Paris, Théâtre du Splendid
- 2019 : Jean-Louis XIV, mise en scène Nicolas Lumbreras, Théâtre des Béliers parisiens

## Filmographie

### Longs métrages
- 2015 : Le Talent de mes amis d'Alex Lutz
- 2016 : La Tour de contrôle infernale d'Éric Judor : le sniper des Moustachious
- 2016 : Les Visiteurs : La Révolution de Jean-Marie Poiré : Jacques-Nicolas Billaud-Varenne
- 2016 : Radin ! de Fred Cavayé : Rémi
- 2017 : Santa et Cie d'Alain Chabat : le poissonnier
- 2020 : Zaï zaï zaï zaï de François Desagnat : Martin Brossard
- 2020 : Petit Vampire de Joann Sfar : le deuxième kawaï (voix)
- 2021 : Barbaque de Fabrice Éboué : Joshua
- 2021 : Le Sens de la famille de Jean-Patrick Benes : Le réceptionniste de l'hôtel
- 2022 : Maigret de Patrice Leconte
- 2022 : Irréductible de Jérôme Commandeur : Maxime
- 2023 : 38°5 quai des Orfèvres de Benjamin Lehrer : l'OPJ réceptionniste du 36
- 2023 : Les Blagues de Toto 2 : Classe verte de Pascal Bourdiaux : M. Lemercier
- 2023 : Un homme heureux de Tristan Séguéla : l'abbé
- 2023 : Veuillez nous excuser pour la gêne occasionnée d'Olivier Van Hoofstadt : Mickaël Pichard
- 2024 : Presque légal de Max Mauroux : Jean-Philippe
- 2025 : On ira d'Enya Baroux : le fossoyeur

### Courts métrages
- 2017 : On n'est pas des bêtes de Guillaume Sentou
- 2018 : Le Programme de Francis Magnin
- 2019 : Partage de Marc Riso et Johann Dionnet
- 2023 : Je rentre de Jules Renault[8] : un gendarme

### Télévision
- 2014 : La Douce Empoisonneuse, téléfilm de Bernard Stora : Charlie
- 2016-2019 : Scènes de ménages, série
- 2017 :  Fais pas ci, fais pas ça, saison 9, épisode Mon Ami Squicky : Jean-Eudes
- 2020 : 3615 Monique de Emmanuel Poulain-Arnaud et Armand Robin
- Depuis 2021 :  Les Petits Meurtres d'Agatha Christie, saison 3 : Bob
- 2022 : Balthazar, saison 4, épisode Si ce n'est toi : Commandant Miliotis
- 2023 : Tapie de Tristan Séguéla : Sylvain
- 2023 : D'argent et de sang, série de Xavier Giannoli
- 2023 : La Vie rêvée des autres, téléfilm de Didier Le Pêcheur : Fabien Pujol
- 2024  : Mère indigne d'Anne-Élisabeth Blateau et Romain Fisson Edeline : Mr Pitiot
- 2024 : Extra. de Jonathan Hazan et Matthieu Bernard
- 2025 : Haute saison : Gino, le marchand de glaces

### Web-séries
- 2020 : Groom, saison 2, épisode 10
- 2021 : Skam France, saison 7 : le surveillant

### Doublage
- 2017 : Thor : Ragnarok : voix additionnelles

## Radio
- 2012-2013 : On va tous y passer, co-auteur avec Noémie de Lattre des Chroniques de Noémie de Lattre sur France Inter

## Distinctions

### Récompense
- Molières 2022 : Molière du comédien dans un second rôle  pour La Course des géants

### Nomination
- Molières 2020 : Molière du spectacle musical pour Jean Louis XIV